# Persistence of Time
Persistence of Time je páté studiové album americké thrashmetalové skupiny Anthrax. Vyšlo roku 1990 pod vydavatelstvím Megaforce/Island Records. O rok později bylo nominováno na cenu Grammy v kategorii Nejlepší metalové vystoupení.
Z alba vzešly tři singly – „Got The Time“ (coververze skladby od Joea Jacksona), „In My World“ a „Belly of the Beast“. Persistence of Time bylo do vydání Worship Music v roce 2011 poslední album kapely, na kterém se podílel zpěvák Joey Belladonna.

## Informace o albu
Skupina Anthrax se vrátila do nahrávacího studia na podzim roku 1989 s Markem Dodsonem, producentem jejich předchozího alba State of Euphoria, aby začala pracovat na pátém studiovém albu. Nahrávání bylo komplikované, navíc 24. ledna 1990 vypukl velký požár, při kterém skupina přišla o vybavení v hodnotě 100 000 dolarů a své zkušební studio. Po této události se Anthrax přesunuli do jiného studia, aby mohli album dokončit.
Album působí vyspělejším dojmem než dřívější tvorba skupiny. Chybí obvyklý humor a odkazy na populární kulturu (zejména komiksy), typické pro předchozí alba. Texty se zaměřují na téma potřeby míru a tolerance. Reakce po vydání alba byly smíšené, kritici i fanoušci střídavě zavrhovali a vyzdvihovali ponuřejší zvuk v porovnání s předchozími nahrávkami. Anthrax také nově přišli s progresivními prvky; pro thrash metal typické rychlé tempo a agresi nechali více stranou.
Jedná se o poslední studiové album skupiny se zpěvákem Joeyem Belladonnou, jehož pozici zpěváka poté převzal John Bush. Belladonna se ještě objevil v několika skladbách na LP „Attack of the Killer B's“ z roku 1991 před svým odchodem o rok později. V roce 2010 se ke skupině vrátil a nahrál s ní album Worship Music, které vyšlo v roce 2011.

## Ohlas
Persistence of Time se dostalo na 24. pozici žebříčku Billboard 200. 17. ledna 1991 bylo oceněno zlatou deskou. Magazín Loudwire album umístil na 25. místo svého seznamu „Top 90 hard rockových a metalových alb 90. let“.

## Seznam skladeb
Všechny skladby napsal(i) Anthrax kromě „Got the Time“ od Joea Jacksona. 
| Strana 1 | Strana 1              | Strana 1 |
| Pořadí   | Název                 | Délka    |
| -------- | --------------------- | -------- |
| 1.       | Time                  | 6:55     |
| 2.       | Blood                 | 7:13     |
| 3.       | Keep It in the Family | 7:08     |
| 4.       | In My World           | 6:25     |
| 5.       | Gridlock              | 5:17     |

| Strana 2 | Strana 2                                           | Strana 2 |
| Pořadí   | Název                                              | Délka    |
| -------- | -------------------------------------------------- | -------- |
| 6.       | Intro to Reality (Instrumentalní)                  | 3:23     |
| 7.       | Belly of the Beast                                 | 4:47     |
| 8.       | Got the Time (Coververze skladby od Joea Jacksona) | 2:44     |
| 9.       | H8 Red                                             | 5:04     |
| 10.      | One Man Stands                                     | 5:38     |
| 11.      | Discharge                                          | 4:12     |

| Bonusová skladba japonského vydání | Bonusová skladba japonského vydání                    | Bonusová skladba japonského vydání |
| Pořadí                             | Název                                                 | Délka                              |
| ---------------------------------- | ----------------------------------------------------- | ---------------------------------- |
| 12.                                | Protest and Survive (Coververze skladby od Discharge) | 2:22                               |

## Sestava
- Joey Belladonna – zpěv
- Dan Spitz – kytara, doprovodné vokály
- Scott Ian – kytara, doprovodné vokály
- Frank Bello – baskytara, doprovodné vokály
- Charlie Benante – bicí